# Acoustic Live!
Acoustic Live!  è il primo EP acustico del cantante statunitense Adam Lambert, che si è classificato secondo nell'ottava edizione di American Idol.
L'album è stato pubblicato il 3 dicembre 2010 negli Stati Uniti, alla fine del Glam Nation Tour, che ha visto Adam Lambert in giro per tutto il mondo a promuovere il suo album di debutto For Your Entertainment

## Tracce
1. Whataya Want from Me – 3:56 (Pink (cantante), Max Martin, Shellback)
2. Music Again (Live at Hit Radio FFH) – 3:14 (Justin Hawkins)
3. Aftermath (Live at Glam Nation) – 4:21 (Adam Lambert, Alisan Porter, Ferras, Prince Ben, Ely Rise)
4. Soaked (Live at Glam Nation) – 4:10 (Matthew Bellamy)
5. Mad World (Live at Glam Nation) – 2:54 (Tears for Fears)

## Classifiche
L'EP ha venduto 10.000 copie nella prima settimana, debuttando al numero 126 della Billboard 200, e al 22 dicembre 2010 aveva venduto un totale di 17.000 di copie.